# Van Vleck, Texas
Van Vleck, Texas (енгл. Van Vleck) насељено је место без административног статуса у америчкој савезној држави Тексас.

## Демографија
По попису из 2010. године број становника је 1.844, што је 433 (30,7%) становника више него 2000. године.
| Група             | 2000.       | 2010.         |
| Белци             | 783 (55,5%) | 1.029 (55,8%) |
| Афроамериканци    | 247 (17,5%) | 239 (13,0%)   |
| Азијати           | 1 (0,1%)    | 7 (0,4%)      |
| Хиспаноамериканци | 362 (25,7%) | 554 (30,0%)   |
| Укупно            | 1.411       | 1.844         |